# カザン地下鉄
カザン地下鉄（カザンちかてつ、タタール語: Казан метросы ; ロシア語: Казанский метрополитен)は、ロシア、タタールスタン共和国の首都、カザンの地下鉄である。

## 概要
1997年に建設が始まり、2005年8月27日に開業。ロシアでは最も新しい地下鉄システムである。2008年、2010年、2013年には延伸開業し、2016年現在総延長16kmの1路線、11駅が開通している。将来的には3路線の地下鉄網が完成する予定である。運行は6時から23時まで。
各駅は大理石やシャンデリアなどによって非常に豪華な装飾が施されている。各駅はロシア語とタタール語の併記となっている。

## 路線と駅

### 中央線
| 日本語駅名                           | タタール語表記 | ロシア語表記           | 開通年月日     |
| ------------------------------------ | -------------- | ---------------------- | -------------- |
| アヴィアストロイテリィナヤ駅         | Авиатөзелеш    | Авиастроительная       | 2013年5月9日   |
| 北駅                                 | Төньяк вокзал  | Северный вокзал        | 2013年5月9日   |
| ヤシリェク駅                         | Яшьлек         | Яшьлек                 | 2013年5月9日   |
| カズヤ・スラバーダ駅                 | Кәҗә Бистәсе   | Козья слобода          | 2012年12月30日 |
| クレムリョフスカヤ駅                 | Кремль         | Кремлёвская            | 2005年8月27日  |
| ガブドゥリ・トゥカヤ広場駅           | Тукай Мәйданы  | Площадь Габдуллы Тукая | 2005年8月27日  |
| スコーナヤ・スラバダ駅               | Сукно бистәсе  | Суконная слобода       | 2005年8月27日  |
| アメティエヴァ駅                     | Әмәт           | Аметьево               | 2005年8月27日  |
| ゴールキー駅                         | Горки          | Горки                  | 2005年8月27日  |
| 勝利通り駅(プロスペクト・ポベディ駅) | Җиңү проспекты | Проспект Победы        | 2008年12月29日 |
| ドゥブラヴナヤ駅                     | Имәнлек        | Дубравная              | 2018年8月30日  |

### サビノフスクアヤ線
建設中。

### プリバウジュスカヤ線
計画中。

### ザナクシンスカヤ線
計画中。

## 車両
2024年現在、カザン地下鉄には以下の形式の電車が在籍している。また、今後の延伸計画も踏まえて新たに9編成の新型車両増備も検討されている。

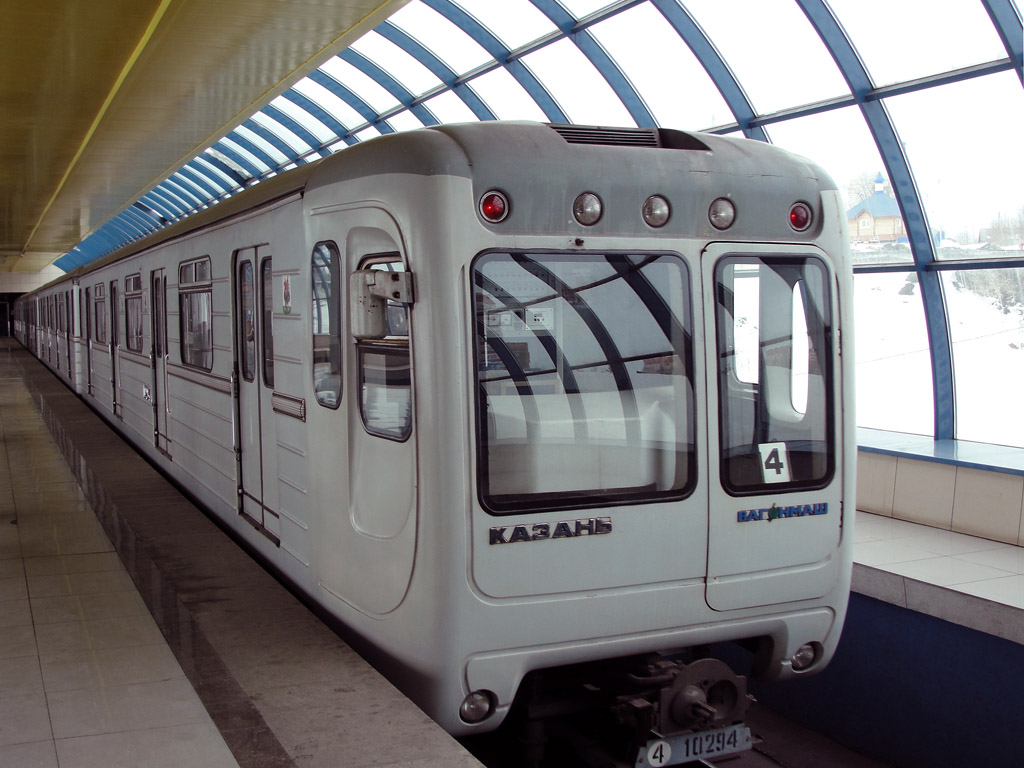
81-553.3/554.3/555.3形 開業時に導入された車両。電気機器はチェコ・シュコダ製である。2024年現在は5編成が在籍する。
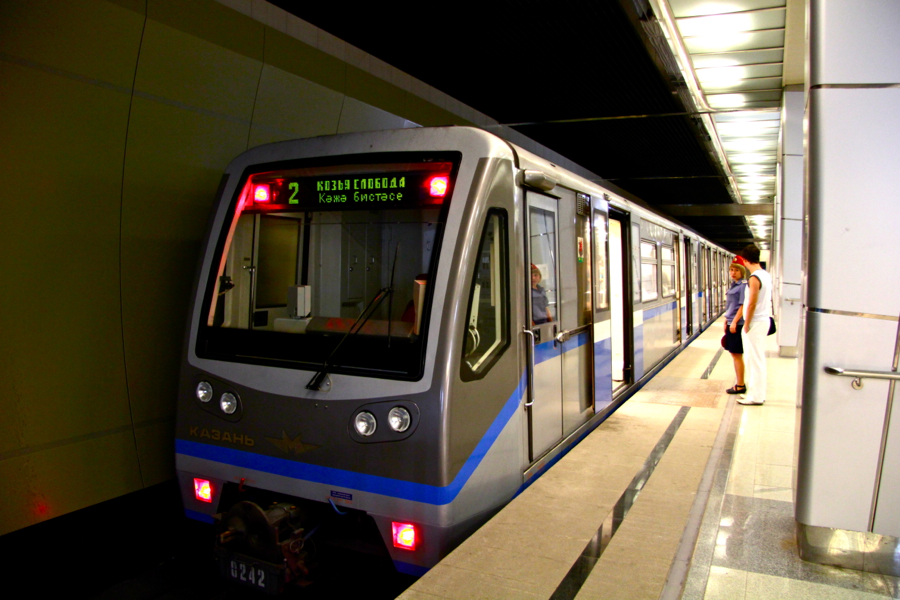
81-740.4K/741.4K形 2011年以降導入されている連接式車両。2024年現在は9編成が使用されている。
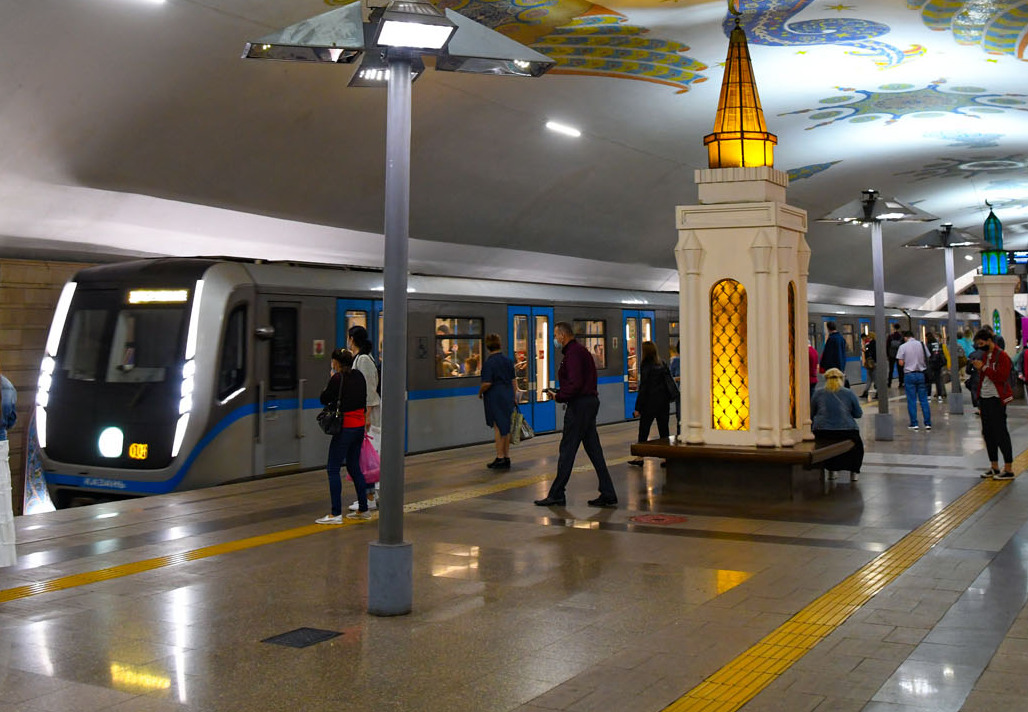
81-765.4K/766.4K形 2020年に1編成が導入された、メトロワゴンマッシュ製の車両。

## ギャラリー

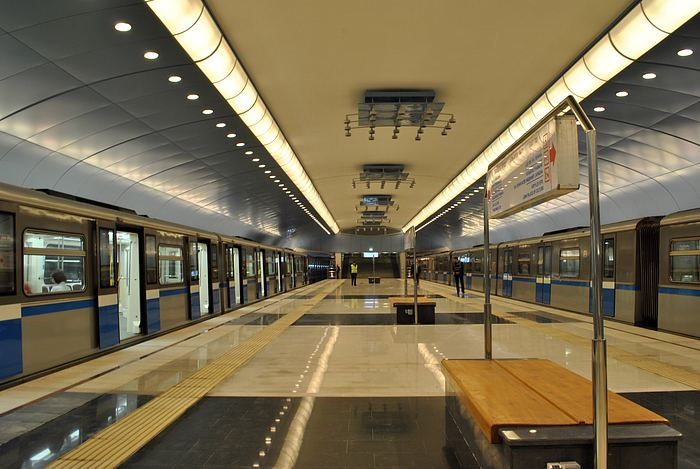
アビアストロイテリィナヤ駅
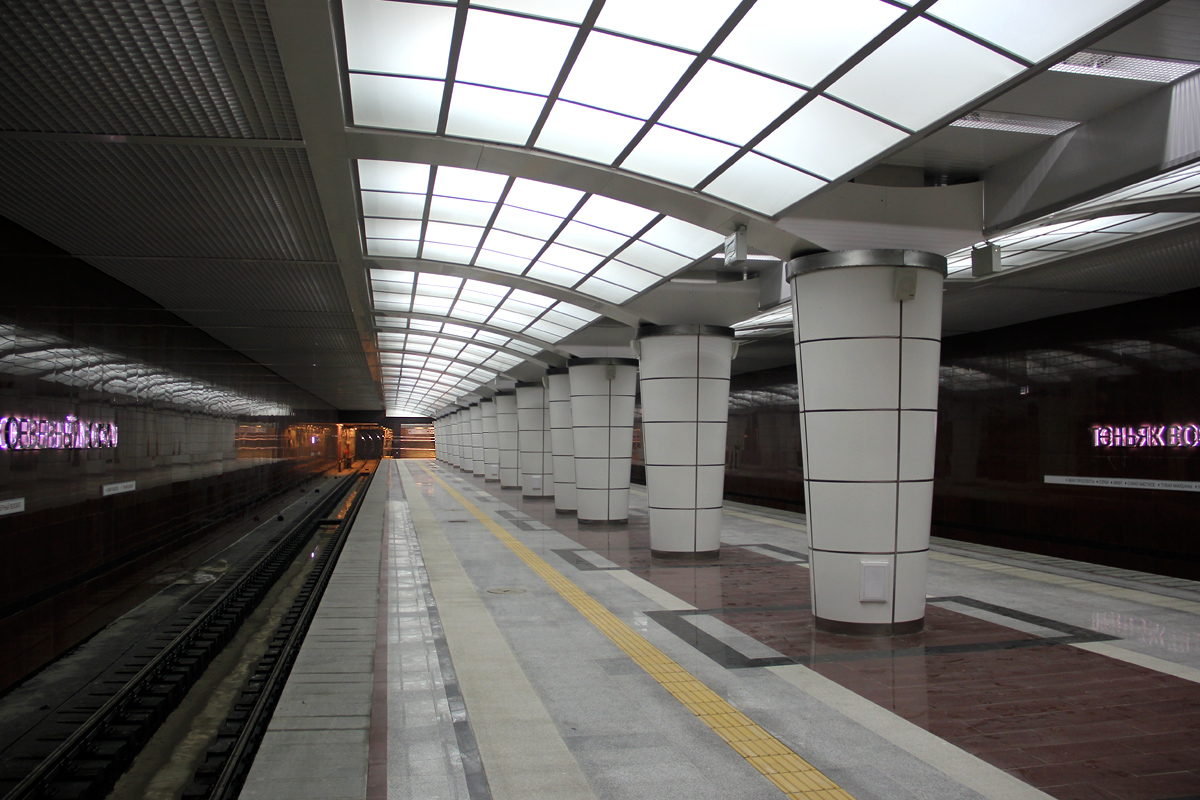
北駅
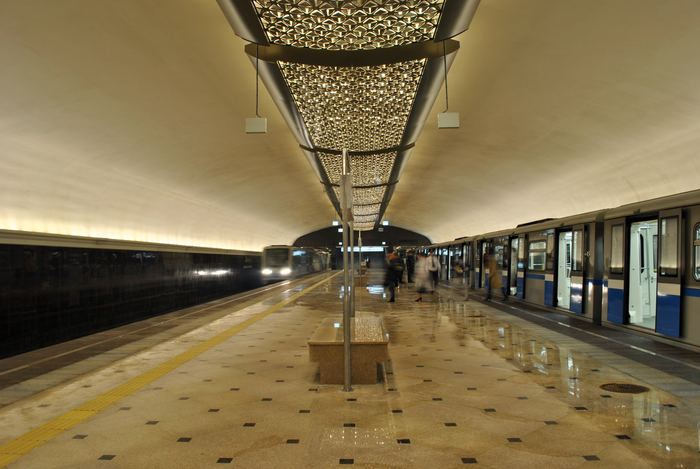
ヤシリェク駅
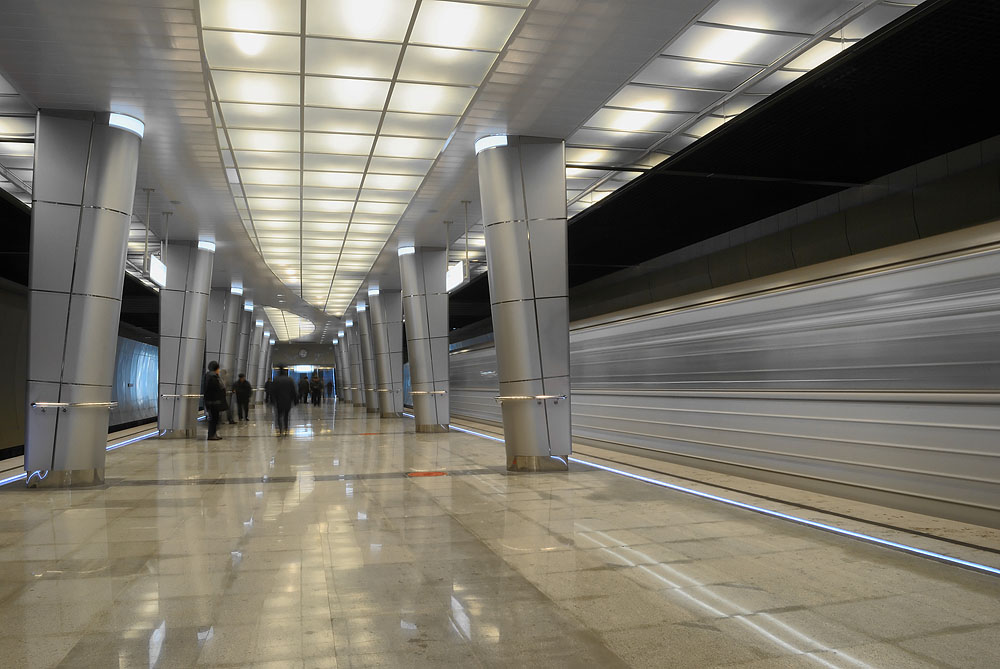
カズヤ・スラバーダ駅
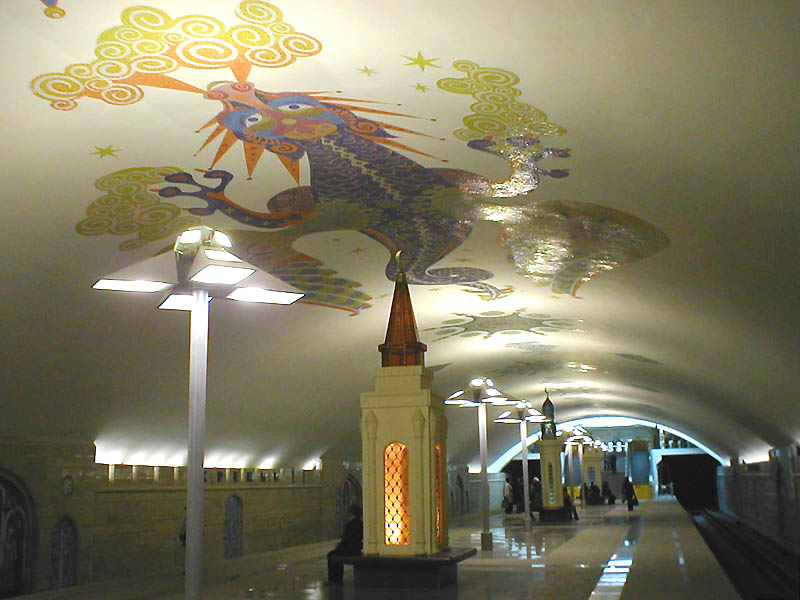
クレムリョフスカヤ駅
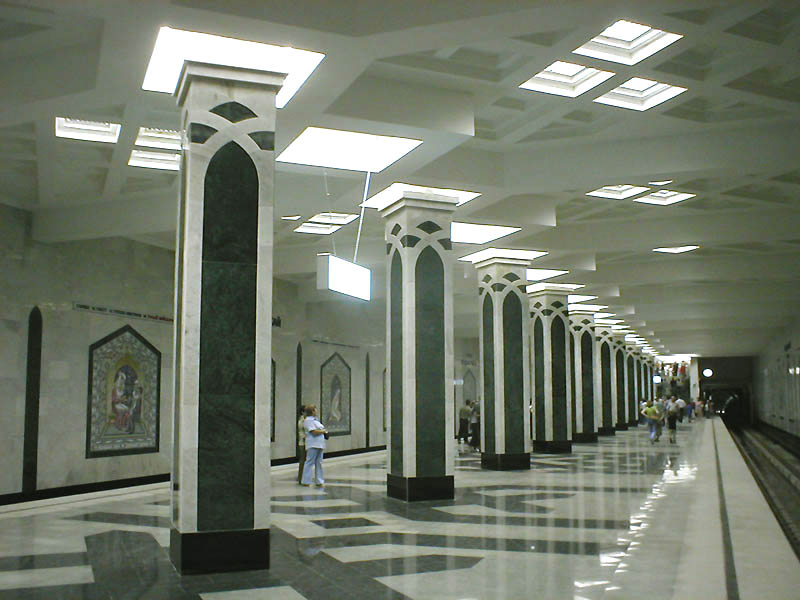
ガブデゥリ・トゥカヤ広場駅
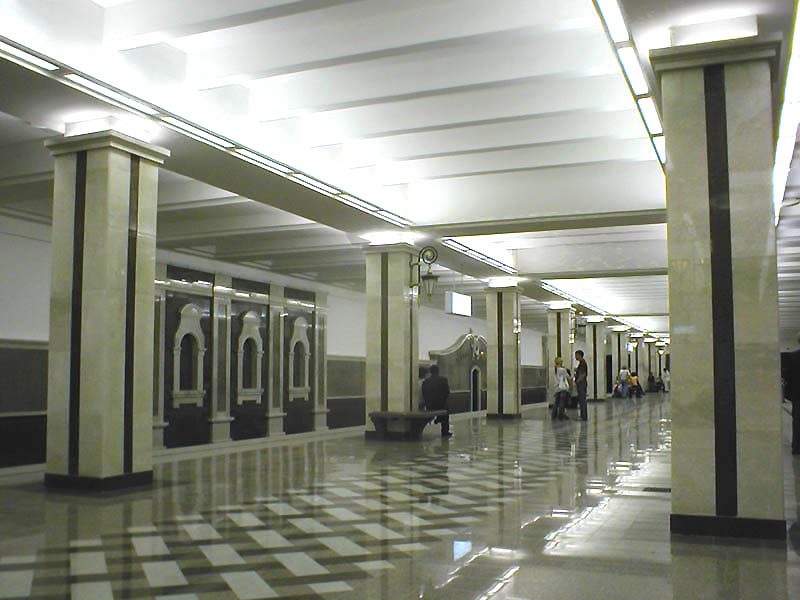
シュコーナヤ・スラバダ駅
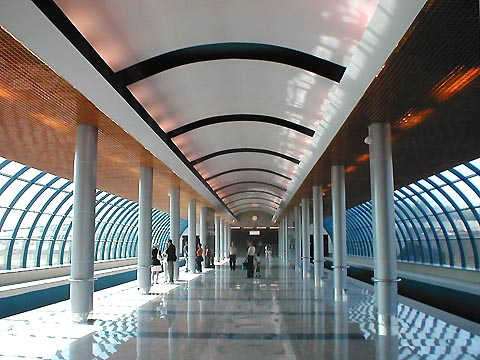
アメティエバ駅
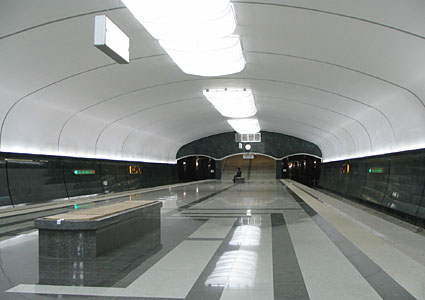
ゴーリキー駅
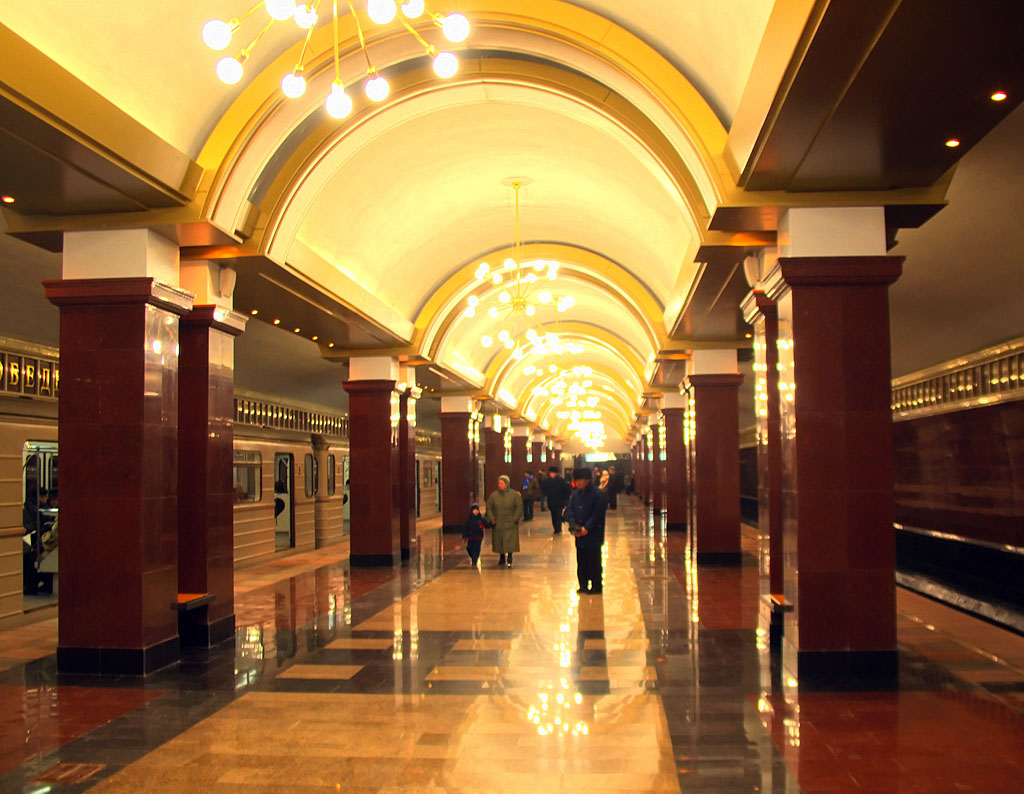
勝利通り駅